# Musikgenre
En musikgenre er en bestemt stilart indenfor musik. Genrer klassificeres ud fra:
- Brugen af musikinstrumenter
- Rytme og/eller beat
- Tempo
- Lyrik
- Stil og flow
- Geografisk oprindelse

## Genrer
Der udspringer konstant nye genrer ud fra ældre ideer, hvilket efterhånde resulterer i en del. Hver kultur og subkultur har udviklet deres folkelige musikstil, som musikere senere har kombineret til nye osv.
Den hurtigst voksende musikgenre popularitetsmæssigt er Dubstep. Den bruges tit i sammenhæng med Parkour (der er den hurtigst voksende sport) hvor man typisk gennem videoredigering prøver at time diverse tricks til "droppet" i en dubstep-sang.
| Musik | Spire Denne musikartikel er en spire som bør udbygges. Du er velkommen til at hjælpe Wikipedia ved at udvide den. |